# Lieutenant Gustl

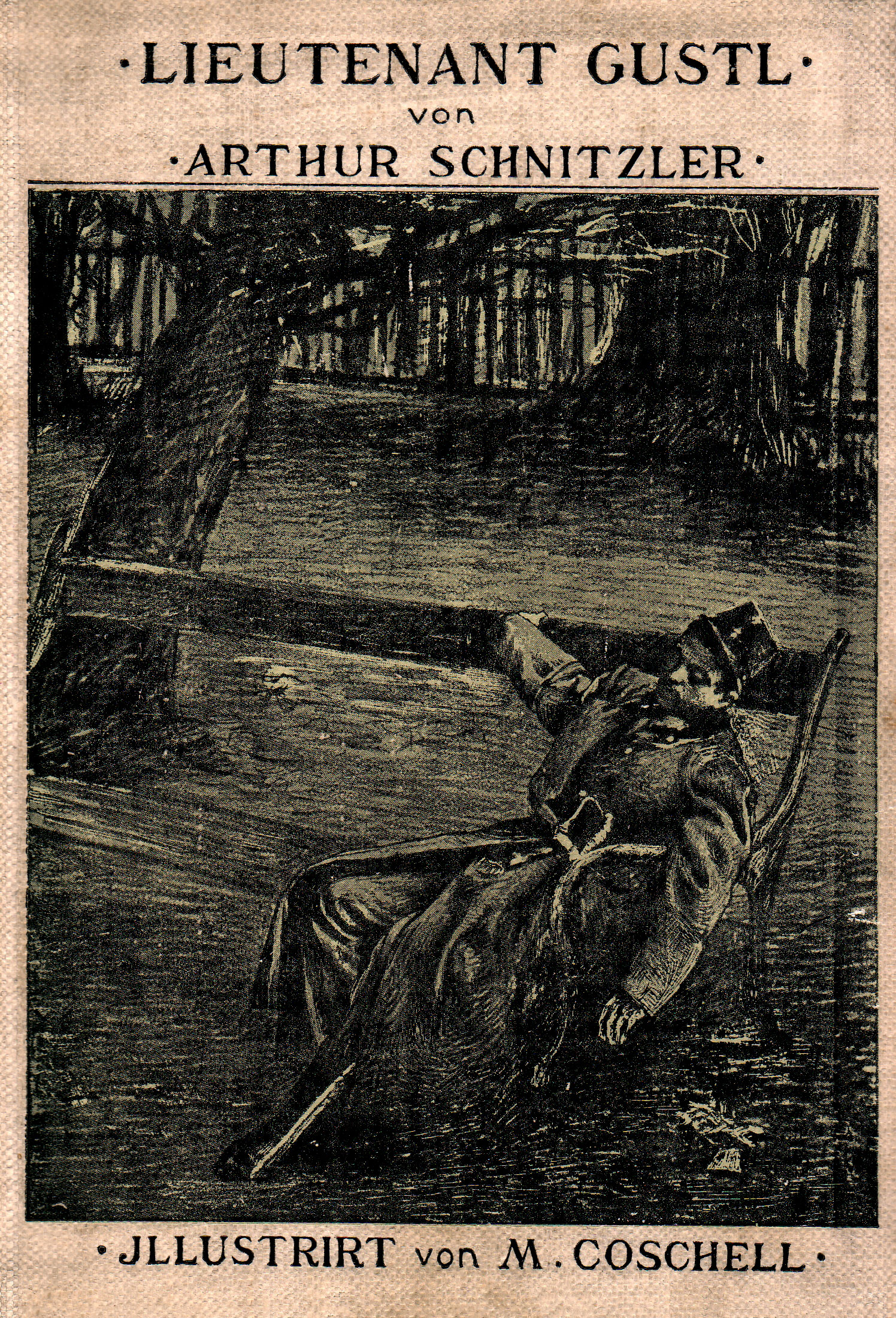
Umschlag der Erstausgabe, 1901

Lieutenant Gustl (in späteren Ausgaben in Folge der Orthographischen Konferenz von 1901 angepasste Titelschreibung Leutnant Gustl) ist eine Novelle von Arthur Schnitzler. Sie wurde von Schnitzler am 23. November 1900 in Breslau öffentlich vorgelesen und einen Monat und zwei Tage später in der Weihnachtsbeilage der Wiener Neuen Freien Presse erstmals gedruckt. 1901 erschien die Buchausgabe mit Illustrationen von Moritz Coschell im S. Fischer Verlag (Berlin).
Der Text ist fast gänzlich als innerer Monolog gestaltet, was als Neuheit in der deutschsprachigen Literaturgeschichte gewürdigt wird; er stellt die Ängste, Obsessionen und Neurosen eines jungen Leutnants der k.u.k. Armee aus der Innenperspektive des Protagonisten dar.

## Inhalt
Im Anschluss an ein abendliches Konzert, das er gelangweilt verfolgt hat, gerät der Offizier Gustl an der Garderobe des Konzerthauses wegen einer Nichtigkeit in einen Streit mit dem ihm bekannten Bäckermeister Habetswallner. Der Bäckermeister versucht, Gustls Säbel zu ziehen, und droht ihn zu zerbrechen. Zusätzlich wird Gustl vom Bäckermeister als „dummer Bub“ beschimpft. Die Schmach, von einem gesellschaftlich tiefer stehenden Bäckermeister beleidigt worden zu sein, ohne angemessen reagiert zu haben, vermag Gustl nicht zu verwinden. Dem geltenden Ehrenkodex verhaftet, beschließt er, am nächsten Morgen um sieben Uhr Selbstmord zu begehen, unabhängig davon, ob der Bäckermeister den Vorfall publik machen wird oder nicht.
Auf seinem Weg nach Hause durchquert Gustl den Wiener Prater. Der Duft der ersten Frühlingsblumen lässt ihn in seinem Selbstmordentschluss wanken. Das Bewusstsein, von all diesen schönen Dingen Abschied nehmen zu müssen, entfacht in ihm eine neue Lebenslust. Die Erinnerung an seine Familie, insbesondere seine Mutter und seine Schwester, sowie an diverse aktuelle und verflossene Geliebte versetzt ihn in eine tiefe Betrübnis, die er mit der Feststellung, als österreichischer Offizier zum Suizid verpflichtet zu sein, um seine vermeintlich gekränkte Ehre zu retten, vergeblich zu betäuben versucht.

Er schläft auf einer Parkbank ein und erwacht erst am frühen Morgen. Bevor er nach Hause zurückkehrt, wo er seinen Revolver gegen sich zu richten beabsichtigt, besucht er sein Stammkaffeehaus. Der dort arbeitende Kellner Rudolf berichtet ihm, sein Beleidiger, der Bäcker Habetswallner, sei in der Nacht unerwartet an einem Schlaganfall gestorben. Über alle Maßen erleichtert, nimmt Gustl freudig von seinen Suizidplänen Abstand und ergeht sich in Betrachtungen anstehender Unternehmungen. So wird er sich schon am Nachmittag desselben Tages duellieren – mit dem Gedanken an seinen Kontrahenten endet der Text: 

„Dich hau' ich zu Krenfleisch!“

## Deutung
Lieutenant Gustl ist ein Paradebeispiel für die Erzähltechnik des ununterbrochenen inneren Monologs. Schauplatz der Handlung ist ausschließlich Gustls Denken. Daher wird der Akzent auch nicht von einem Erzähler auf bestimmte Aspekte der Handlung gelegt, sondern der Leser muss Gustls Gedanken selbst werten.
Gustl bezieht sein Selbstwertgefühl allein aus der Tatsache, dass er eine Uniform trägt. Er bedauert es, keinen Krieg erlebt zu haben, und verachtet Nichtmilitärs, wie man an seiner groben Behandlung des Bäckers sieht. Als diese Autorität erschüttert wird, scheint Gustl konsequent zu seinen Ehrbegriffen zu stehen. Doch sobald er vom Tod Habetswallners erfährt, vergisst er seinen Vorsatz sofort und ist erleichtert. So wird der Ehrbegriff des k.u.k.-Militärs als äußerlich, hohl und selbstgerecht entlarvt. Dass bürgerliche Zivilisten schon längst gefahrlos den Respekt vor einem jungen, vorlauten Leutnant verlieren können, zeigt außerdem die bröckelnde Fassade des militärischen Selbstbilds.
Viele Gedanken Gustls drehen sich um Frauen, mit denen er Affären hatte. Er ist überzeugt, ungemein attraktiv auf diese Frauen gewirkt zu haben, hat längerfristige Bindungen aber immer abgelehnt, da diese Mädchen („Menscher“) nicht gesellschaftsfähig gewesen seien. Gleichzeitig vertritt der Leutnant einen rüden Antisemitismus, der sich gegen die Juden im Zivilleben und Militär gleichermaßen richtet. Einen Bezugspunkt hierzu bildet die Dreyfus-Affäre, die sich zur selben Zeit in Frankreich abspielte.
Um die Jahrhundertwende pflegte das Militär in Österreich-Ungarn einen Ehrenkodex, der zeittypische Besonderheiten aufwies: So bestand noch bis 1911 die Pflicht für jeden Offizier, einer Duellforderung unbedingt nachzukommen. Schnitzler traf mit seiner Novelle die Schwachstelle dieses Ehrenkodexes, denn „satisfaktionsfähig“, also mit der Waffe zur Rechenschaft zu ziehen, waren nur Adlige, Militärs und Akademiker, da nur sie als ehrbar galten. Gustl, der sich von einem einfachen Bäckermeister bedroht fühlt, kann seine Ehre also nicht mittels eines Duells verteidigen oder zurückerlangen, weshalb er glaubt, seine verlorene Würde nur durch einen Suizid wiederherstellen zu können.

## Entstehung
In Zur Physiologie des Schaffens hat Schnitzler die Entstehung systematisiert dargestellt: 

„Ein Einfall war da, die Gestalt tritt hinzu, die dazu dient, den Einfall zu illustrieren, und der Einfall tritt im Laufe der Überlegung, eventuell erst im Laufe der Arbeit hinter der Gestalt zurück. („Leutnant Gustl“)“

Diesen Einfall benennt er in einem anderen Text, Leutnant Gustl – Äußere Schicksale, der aus dem Nachlass veröffentlicht wurde:

„Geschrieben im Sommer 1900. Reichenau, Kurhaus. Zum Teil nach einer tatsächlich vorgefallen Geschichte, die einem Bekannten von Felix Salten passiert ist, einem Herrn Lasky (?), im Foyer des Musikvereinssaals.“

Im Tagebuch ist der Schreibvorgang nachvollziehbar:

„27/5 [1900] S.– Mit S. und M. – Puchberg – Baumgartnerhaus — Dort oben Lieutenantgesch skizzirt – nach Payerbach. Wien.–“

„17/7 […] Arbeite: Nilquellen, Lieuten. Gustl.–“

„19/7 […] Nachm. „Ltn. Gustl“ vollendet, in der Empfindung, dass es ein Meisterwerk.“

## Wirkung
Als offene Anklage des Militarismus und des Gesellschaftsbildes vom kaiserlichen Offizier erfuhr die Erzählung schon kurz nach ihrer Veröffentlichung harsche Kritik, vor allem von Seiten des Militärs. Sie wurde als Angriff auf die unantastbare Ehre der kaiserlichen und königlichen Armee und somit auf eines der Fundamente der Doppelmonarchie verstanden. Sie goss aufgrund der Person des Autors und des Herausgebers indirekt auch Öl ins Feuer der antisemitischen Hetze. Der jüdische Autor und die „Judenpresse“, angeführt von Moriz Benedikt, dem Chef der Neuen Freien Presse, wurden als Staatsfeinde ausgemacht und gebrandmarkt. Schnitzler, selbst Oberarzt und Leutnant der Reserve, galt als Nestbeschmutzer und wurde infolgedessen von einem Ehrengericht des Offiziersstandes enthoben; er galt fortan nur noch als gewöhnlicher Soldat. Die Neue Freie Presse übte sich in Schadensbegrenzung und lobte in einem Leitartikel die „hervorragenden Eigenschaften des Österreichischen Offizierskorps“. Schnitzler verfasste zu einem nicht genauer bestimmbaren Zeitpunkt eine kurze parodistische Fassung des Texts – Leutnant Gustl. Parodie –, in der er den Antisemitismus der Kritiker satirisch aufs Korn nimmt.